# Сосуд Мариотта

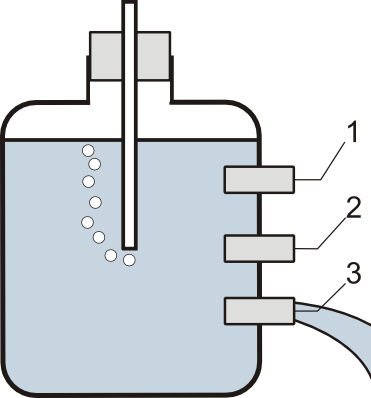
Сосуд Мариотта. 1, 2, 3 — клапаны.

Сосу́д Марио́тта (сифо́н Марио́тта) — устройство, позволяющее добиться равномерного вытекания струи жидкости за счёт постоянного давления. Было изобретено французским физиком XVII века Эдмом Мариоттом (1620—1684).

## Принцип работы
Сифон Мариотта представляет собой герметично закрытый сосуд, в крышку которого вставлена открытая с обоих концов трубка, одним концом погружённая в жидкость, а другим — сообщающаяся с атмосферой.
Первоначально, когда все клапаны и сообщающееся с атмосферой отверстие в трубке закрыты, уровень жидкости в трубке совпадает с уровнем жидкости в сосуде. Если наполнить сосуд жидкостью не полностью, над её поверхностью будет некоторое количество воздуха, и давление {\displaystyle P\;} в нижней части трубки вычисляется по формуле:
{\displaystyle P=\rho gh_{0}+p_{0}}, где:
- {\displaystyle \rho } — плотность жидкости;
- {\displaystyle g} — ускорение свободного падения;
- {\displaystyle h_{0}} — расстояние между поверхностью жидкости и нижней частью трубки;
- {\displaystyle p_{0}} — давление в пространстве над водой (атмосферное давление).

Если открыть клапан 3, то трубку, вытеснив жидкость в ней, заполнит воздух, а давление над поверхностью станет равным {\displaystyle p_{0}-\rho gh_{0}}. На уровне конца трубки установится атмосферное давление {\displaystyle p_{0}}. Жидкость из отверстия начнёт вытекать только под давлением столба жидкости между клапанами 2 и 3 (на рис.), которое останется постоянным всё время, пока конец трубки остаётся погружённым в жидкость. Через трубку в верхнюю часть сосуда будет поступать воздух.
Скорость истечения жидкости можно определить, воспользовавшись формулой Торричелли:
{\displaystyle v={\sqrt {2gh}}}, где {\displaystyle h} — расстояние между нижним концом трубки и клапаном (или между клапанами 2 и 3 на рис.).
Если при открытом клапане 3 открыть клапан 2, находящийся на уровне нижнего конца трубки, жидкость из него вытекать не будет из-за равенства давления по обе стороны клапана. Если при открытом клапане 3 открыть клапан 1, жидкость из него также не потечёт - вместо этого через клапан 1 в сосуд будет поступать воздух, а давление на уровне клапана 3 и скорость истечения струи из него увеличатся.

## Применение
Основное свойство сосуда Мариотта состоит в том, что он позволяет регулировать скорость потока жидкости. Это используется в системах непрерывной подачи чернил (СНПЧ), при дозировке жидкостей в лабораторных условиях, в топливных баках для мазутных горелок испарительного типа (в небольших котельных), также в поливе некоторых растений.